# NGC 2597
NGC 2597 је двојна звезда у сазвежђу Рак која се налази на NGC листи објеката дубоког неба.
Деклинација објекта је + 21° 30' 9" а ректасцензија 8h 29m 57,4s. Привидна величина (магнитуда) објекта NGC 2597 износи 13,4.